# Карачун Володимир Миколайович
Володи́мир Микола́йович Карачу́н (1974—2023) — молодший сержант Збройних сил України, учасник російсько-української війни, що відзначився у ході російського вторгнення в Україну. Герой України (посмертно).

## Життєпис
Народився 14 серпня 1974 року в м. Фастів (Київська область). Закінчив фастівську середню школу № 7. Вищу освіту здобув у КПІ ім. Ігоря Сікорського за інженерною спеціальністю. Мешкав у Фастові, працював на різних підприємствах.
З перших днів Російське вторгнення в Україну пішов добровольцем до 30 ОМБр, тримав оборону в районі Торецька у складі першого стрілецького батальйону. Потім перевівся до розвідувальної бригади. З січня 2023 року тримав оборону під Бахмутом. 
Загинув 22 липня 2023 року під час відбиття ворожого наступу в районі с. Залізнянське Бахмутського району, Донецької області.
Поховано на Алеї Слави Інтернаціонального кладовища у Фастові.
Залишились батьки, дружина та дві доньки.

## Нагороди
- Звання Герой України з удостоєнням ордена «Золота Зірка» (6 травня 2024, посмертно) — за особисту мужність і героїзм, виявлені у захисті державного суверенітету та територіальної цілісності України, самовіддане служіння Українському народові[4].